# David Henrik Stierncrona
David Henrik Stierncrona var född 20 mars 1786 i Klara församling, Stockholm, död 31 januari 1845 på Åkeshovs slott i Bromma, var en svensk greve, kammarherre och generallöjtnant. 

## Biografi
David Henrik Stierncrona var son till David Stierncrona (1754–1817) i hans första gifte på 1770-talet med Elisabeth Stegelman (1754–1793).

Stierncrona var friherre och kommissarie till Åkeshovs slott i Bromma. Han var den näst siste kommissarien till Åkeshovs slott. Hans egen son, David Erik Stierncrona, blev den siste kommissarien, då det upphörde år 1853.

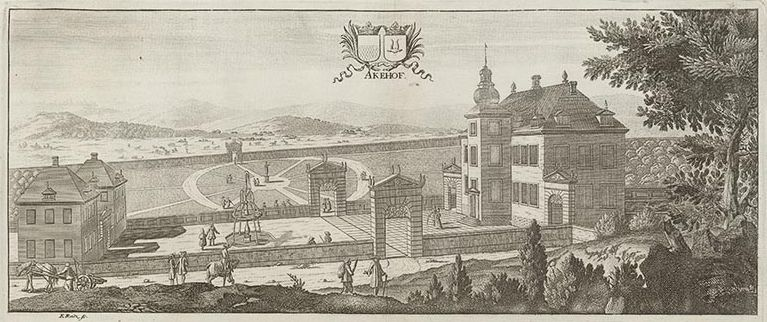
Åkehofs slott från väst, omkring 1650
i Erik Dahlberghs Suecia Antiqua et Hodierna

## Karriär
David Henrik Stierncronas karriär började med att han blev kornett vid Lätta livdragonregementet 1805, därefter blev han löjtnant vid Livgardet till häst. År 1810 blev han ryttmästare i Livgardet till häst. Samma år utnämndes han till adjutant hos kung Karl XIII. År 1813 var han tredje major vid Skånska karabinjärregementet och överstelöjtnant i armén. Samma år, 1813, erhöll han även den militära utmärkelsen Tapperhetsmedaljen i guld. År 1816 blev Stierncrona förste major vid  Skånska karabiniérregementet, 1817 blev han överste och chef för Skånska Karabinierregementet. År 1819 avancerade han till generaladjutant i arméns generalstab. År 1823 blev Stierncrona arbetande ledamot av Kungliga Krigsvetenskapsakademien. År 1825 blev han generalmajor och chef för tredje Kavalleribrigaden och likaledes 1825 blev han adjutant hos Karl XIV Johan.
År 1829 blev han tillförordnad chef för Skånska husarregementet, K5, ett kavalleriförband inom Krigsmakten.
År 1838 blev han överhovjägmästare. År 1841 blev han generalbefälhavare i Tredje Militärdistriktet.
År 1843 utnämndes han till generallöjtnant. Stierncrona avled 1845 på Lagmansö i Södermanland hos sin syster och svåger, friherreparet Henrietta Constantia Falkenberg och Conrad Gabriel Falkenberg af Trystorp. Han är begraven i friherrliga Falkenbergska graven i Vadsbro kyrka i Bettna församling  i Södermanland.

### Familj
Stierncrona gifte sig 7 december 1815 i Stockholm med Eva Charlotta af Schenbom (1795-1878), dotter till landshövdingen Erik Adolf af Schenbom och Hedvig Beata Reuterskiöld. De fick tillsammans barnen stiftsjungfrun Hedvig Elisabet Vilhelmina Stierncrona (1816–1888) som var gift med majoren Carl Otto Filip Berch, Christina Constantina Stierncrona (1818–1818), Johanna Charlotta Stierncrona (född 1819) som var gift med överstelöjtnanten Casimir Carl Oskar Reuterskiöld, kammarherren David Erik Stierncrona (1820–1900), Constance Tomasine Stierncrona (1822–184) som var gift med kabinettskammarherren Fredric Gyllenkrook och Eva Henrika Stierncrona (1825–1878) som var gift med överhovstallmästaren Rudolf Tornérhjelm.

## Porträtt
Maria Röhl har tecknat ett porträtt av David Henrik Stierncrona någon gång 1827-1845. En bild av porträttet finns på Kungliga biblioteket i Stockholm.

## Utmärkelser
- Riddare av 2:a klassen med krona av den ryska Sankt Annas orden, 1823
- Kommendör av Svärdsorden, 1826
- Kommendör med stora korset av Svärdsorden, 1837